# Danh sách câu lạc bộ bóng đá ở Quần đảo Cocos (Keeling)
Đây là danh sách các câu lạc bộ bóng đá ở Quần đảo Cocos (Keeling).
- Black Arrows
- Black Hawks
- Flying Fish
- Islanders

Bản mẫu:Bóng đá Quần đảo Cocos (Keeling)